# Manhattan Life Insurance Building

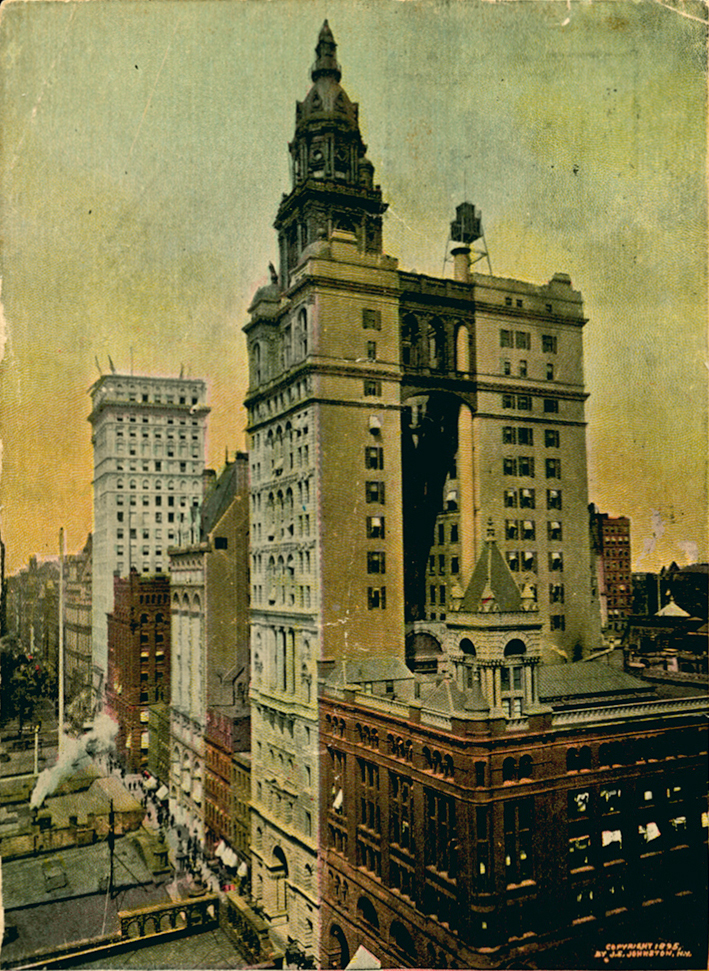

A Manhattan Life Insurance Building foi um edifício construído em New York em 1894, no local onde hoje existe o One World Trade Center.
Em 1926 o prédio foi vendido pela Manhattan Life Insurance Company para Frederick Brown.